# Associação Atlética Caldense
L'Associação Atlética Caldense, noto anche semplicemente come Caldense, è una società calcistica brasiliana con sede nella città di Poços de Caldas, nello stato del Minas Gerais.

## Storia
Il club è stato fondato il 7 settembre 1925 nella città di Poços de Caldas da Fosco Pardini e João de Moura Gavião. De Moura Gavião era un membro dissidente di una squadra locale chiamata Foot-Ball Club Caldense.
Il club ha partecipato al Campeonato Brasileiro Série A nel 1979, dove ha terminato al 30º posto.
Nel 2002, il club ha vinto per la prima volta il Campionato Mineiro.

## Palmarès

### Competizioni statali
- Campionato Mineiro: 1

2002

### Altri piazzamenti
- Campionato Mineiro:

Secondo posto: 2015
- Troféu Inconfidência:

Semifinalista: 2021